# Дикран таврійський
Дикран таврійський (Dicranum tauricum) — вид листостеблових мохів родини дикранові (Dicranaceae). Поширений в помірному поясі північної півкулі. Широко поширений в Україні, росте у старих хвойних лісах на гниючій деревині, іноді також на стовбурах дерев або скелях.